# Morwongs
De morwongs (wetenschappelijke naam: Cheilodactylidae)) zijn een familie van vissen uit de orde van baarsachtigen. 
Ze worden hoofdzakelijk aangetroffen op het Zuidelijk Halfrond. Ze kunnen tot 1 meter lang worden en voeden zich met kleine ongewervelden op de bodem van de oceaan. Enkele soorten worden gevangen door de beroepsvisserij, met name in Australië. 

## Geslachten
- Cheilodactylus Lacepède, 1803[1]
- Chirodactylus Gill, 1862[1]
- Dactylophora De Vis, 1883[1]
- Nemadactylus Richardson, 1839[1]

## Synoniemen
- Gregoryinidae